# エスティア (企業)
株式会社エスティアは、東京都港区東新橋2丁目に本社を置く不動産会社、ディベロッパーである。
分譲マンションのブランド名は「プロフ」。
分譲エリアは東京23区を中心とし、全国各地の顧客の資産運用やライフプラン計画のサポートをしている「総合コンサルティング会社」。

## 概要
首都圏を中心とする不動産会社の一つ。1992年の会社設立以来、主に東京中心に投資用マンションを展開しており、顧客の資産運用・資産管理をサポートする。商品は、ワンルームマンション。

## 沿革
- 1992年6月 - 東京都中央区銀座に株式会社ランド・ビーを設立。
- 1993年
  - 8月 - 業務拡充の為、同社豊島区南大塚に移転。
  - 9月 - 業務拡充の為、同社豊島区北大塚に移転。
- 2000年10月 - ディベロップメント事業をスタート。
- 2001年
  - 5月- 自社ディベロップマンション第一号完成及びリリース。
  - 12月 - 株式会社エステートナビ設立。マンション賃貸管理部門を独立。
- 2002年12月 - 事業拡大に伴い、自社ディベロップマンション新ブランド名を追加。
- 2004年6月 - 株式会社ランド・ビーから株式会社エスティアへ社名変更。
- 2006年10月 - ディンクス層に対応できるマンションのディベロップをスタート。
- 2007年
  - 6月 - 設立15周年に伴い、自社物件「プロフ文京大塚」リリース。
  - 9月 - ディンクスタイプ混在マンション「プロフ中野」完成及びリリース。
- 2014年7月 - 業務拡充の為、港区浜松町に移転。
- 2016年10月 - 自社物件「プロフ川崎八丁畷」リリース。
- 2020年8月‐業務拡充の為、港区東新橋に移転。
- 2021年6月-新規事業「ONEBOX」リリース。

## グループ会社
- 株式会社エステートナビ

## 加入団体
- （公社）全日本不動産協会会員
- （公社）不動産保証協会会員
- （一社）全国住宅産業協会会員
- 首都圏中高層住宅協会会員

## その他
- 大相撲九重部屋後援会加入
- 2016年 東京交響楽団協賛